# Mosteiro de Takthok
O Mosteiro de Takthok ou Gompa de Takthok, também chamado Thak Thok, Thag Thog ou Thak Thak é  um mosteiro budista tibetano (gompa) do Ladaque, noroeste da Índia. É o único mosteiro do Ladaque que pertence à seita Nyingma (Nying-ma-pa), a mais antiga do budismo tibetano, que segue os ensinamentos de Padmasambhava. No início da década de 2010 viviam no mosteiro 55 lamas. O Rinpoche de Takthok é tibetano e é muito prestigiado entre os ladaques.
Situa-se na aldeia de Sakti, a 3 900 metros de altitude, no vale de Chemre, 9 km acima (nordeste) desta aldeia, e 48 km a sudeste de Lé (distâncias por estrada). O mosteiro foi fundado na segunda metade do século XVI, durante o reinado de Tshewang Namgyal, numa encosta de montanha em volta de uma caverna onde segundo a tradição teria vivido e meditado Padmasambhava no século VIII durante a sua viagem para o Tibete. O local foi também usado para meditação pelos mahasiddhas Kunga Phuntsog. O nome significa literalmente "teto de pedra" e refere-se à caverna, que é uma capela do mosteiro.
Todos os anos, no 9.º e 10.º dia do 6.º mês do calendário tibetano é realizado um festival no mosteiro que inclui dança cham, com máscaras sagradas. Originalmente era realizado noutra data, mas foi mudado para o verão, a época alta do turismo no Ladaque.

## Descrição
O mosteiro está rodeado de imponentes escarpas rochosas, bem visíveis para quem esteja no pátio central. A maior parte da gompa consiste em quartos e salas incrustados na rocha das escarpas, alguns escavados pelo homem, outros aproveitando cavernas naturais.
O du-khang (sala de assembleia) ocupa uma caverna situada no lado esquerdo de quem entra no pátio central. À entrada tem uma varanda de madeira com pinturas murais recentes com os Guardiães das Quatro Direções. Estas pinturas estão normalmente tapadas com panos, que só são tirados durante o festival do mosteiro, para preservar as cores. O interior é muito escuro e sombrio, com teto baixo de pedra. Tem várias filas de assentos baixos para os monges e em frente à entrada está um trono reservado ao Dalai Lama. Num dos lados do trono há uma pintura de Padmasambhava e no outro uma de Sakyamuni. Há também estátuas de grandes dimensões de Maitreya, Padmasambhava e da sua manifestação Dorje Takposal. Junto a uma das paredes há um armário envidraçado com pequenas tormas (pequenas figuras feitas de massa e manteiga usadas nos rituais tântricos ou como oferendas no budismo tibetano, geralmente com diversas cores, geralmente vermelho ou branco para o corpo principal). Noutras paredes há pinturas recentes com divindades guardiãs, da autoria de um artista ladaque que também pintou o templo mais alto do mosteiro de Chemrey.
No pátio central, em frente ao du-khang, erguem-se estátuas de Padmasambhava e Avalokitesvara. Atrás desta última há uma porta que dá acesso à pequena caverna onde Padmasambhava teria vivido e meditado durante três anos. Esta caverna não está aberta ao público. Nesse lado do pátio, atrás de uma parede baixa, encontra-se a cozinha do mosteiro, que ocupa uma caverna natural e tem fornos enormes, com capacidade para confecionar comida suficiente para todos os peregrinos que acorrem à festa anual.
Acima do du-khang encontra-se o Kandshur Lha-khang, onde é guardada a obra religiosa mais importantes do mosteiro: os 108 volumes do Kandshur (ou Kanjur), uma coleção de escritos budistas sagrados. Há também estátuas de Sakyamuni ladeado pelos seus dois principais discípulos. As paredes têm pinturas com divindades guardiãs. Em frente e à esquerda do Kandshur Lha-khang há uma pequena capela com livros religiosos e quatro pequenas estátuas de Buda.
Imediatamente abaixo do complexo principal há um templo novo, consagrado em 1980 pelo Dalai Lama.